# Серику (Телеорман)
Серику (рум. Sericu) насеље је у Румунији у округу Телеорман у општини Блежешти. Oпштина се налази на надморској висини од 102 m.

## Становништво
Према подацима из 2002. године у насељу је живело 462 становника, од којих су сви румунске националности.